# Шахматна стратегия
Шахматната стратегия е аспект на шаха, свързан с оценяването на позицията и задаването на дългосрочни цели и планове за игра. Когато изследва стратегически дадена позиция, играчът трябва да взема предвид фактори като относителната стойност на фигурите на дъската, безопасността на царя, позициите на фигурите и контрола върху ключови полета и групи от полета (напр. диагонали и отворени вертикали). Стратегията се различава от тактиката, която касае краткосрочните заплахи и защити (ход по ход). Някои автори различават статичните стратегически дисбаланси (напр. по-ценни фигури или по-добра пешечна структура), които обикновено продължават дълго време, от динамичните такива (напр. единият играч да има предимство в разгръщането на фигурите си), които пък са временни. Това разграничение се отнася до бързината, с която плановете трябва да се прилагат. Докато играчът достигне нивото на майстор, обикновено тактиките решават изхода на партиите. Поради това, много шахматни треньори наблягат на изучаването на тактиката (вместо на стратегията) като най-ефикасен начин за подобряване на резултатите в сериозни игри.
Най-простият начин за оценка на позицията е да се сравни общата стойност на притежаваните фигури от двете страни. Точковите стойности на фигурите се основават на опита. Обикновено пешката се счита за 1 точка, конят и офицерът - по 3, топът - 5, а царицата - 9. Боевата стойност на царя в ендшпила е приблизително 4. Тези основни стойности могат да се повлияват от други фактори, като позицията на фигурите (напр. напредналите пешки обикновено са по-ценни от тези на стартовите си полета), координацията между фигурите (двойка офицери обикновено си сътрудничи по-добре от кон и офицер) и типа позиция (конете са като цяло по-добри в затворени позиции с много пешки, а офицерите - обратно).
Друг важен фактор при оценката е пешечната структура. Понеже пешките са най-трудноподвижните и най-малко ценни фигури, пешечната структура е относително статична и в голяма степен определя стратегическата природа на позицията. Слабости, като изолирани, сдвоени или изостанали пешки и дупки, веднъж създадени, обикновено остават. Следователно играчите трябва да се стремят да ги избягват, освен ако те не се компенсират с друго ценно предимство, например възможността за развиване на атака. 
Тази статия използва алгебрична нотация за описване на шахматните ходове.

## Основни понятия на позиционната оценка
Материалното предимство се проявява както на стратегическо, така и на тактическо ниво. Обикновено повече фигури или сбор от по-силни фигури означава по-големи шансове за победа. Основно тактико-стратегическо правило е да се вземат фигурите на опонента, като се пазят собствените.
Офицерите и конете се наричат леки фигури. Конят е почти толкова ценен, колкото е офицерът, но по-малко ценен от топа. Топовете и царицата са тежки фигури. Офицерите като цяло са по-добри от конете в отворени позиции, напр. към края на играта, когато повечето фигури са разменени, докато конете имат предимство в затворени позиции. Двойката офицери е особено силно оръжие, още повече ако противникът е загубил един или и двата си офицера.
Три пешки обикновено са по-ценни от кон в ендшпила, но в мителшпила често е обратното. Две леки фигури имат предимство пред един топ, както и два топа леко превъзхождат една царица. Офицерът на същия цвят поле, както противниковия цар, е малко по-ценен в дебюта, защото може да атакува уязвимото поле f7 (за белите) или f2 (за черните). Топът е по-ценен, когато е свързан с друг топ или с царица; следователно, два сдвоени или свързани топа са по-ценни от два несдвоени или несвързани. Сдвоени топове означава взаимно защитаващи се топове на един вертикал, а свързани -  такива на един хоризонтал.
Една от често използваните точкови системи е:
| Фигура | Стойност |
| ------ | -------- |
| Пешка  | 1        |
| Кон    | 3        |
| Офицер | 3        |
| Топ    | 5        |
| Царица | 9        |

При такава система, да се размени кон или офицер за топ е рационално и носи около две точки (две пешки) предимство. Това не взема под внимание усложнения, като типа позиция или свободата на фигурите, но е добра отправна точка. В отворена позиция, офицерите са по-ценни от конете (понякога двойката офицери може да е равна на седем точки); обратно, в затворена позиция конете са с предимство. Кон в центъра на дъската, който не може да бъде взет, е известен като аванпост и представлява сериозна заплаха от вилици. В такъв случай, конят е много по-ценен от офицера. Освен това, много фигури си имат партньор. Събрани заедно, два коня, два офицера, два топа, топ и царица или офицер и царица могат да са по-силни, отколкото сумата от точките на двете фигури предполага. Когато фигура загуби своя партньор, стойността ѝ леко намалява. Царят е безценен, тъй като взимането му води до поражение и край на играта. Обаче, особено в ендшпила, той също може да бъде бойна фигура и понякога стойността му е определяна на 3,5 точки.

### Пространство
При равни други условия, страната с по-голям контрол върху дъската има предимство. Повече пространство означава повече тактически и стратегически възможности. Играч, който е разгърнал всичките си фигури, но е без тактически идеи или обещаващ дългосрочен план, следва да разширява зоната си на влияние, особено в центъра. Обаче в някои дебюти играчът временно приема да контролира по-малко пространство, за да извърши контраатака в мителшпила. Това е една от основните концепции зад хипермодерната игра.
Най-лесният начин за придобиване на пространство е придвижването на пешките напред. Обаче играчите трябва да се пазят от свръхразтягане. Ако играч успее да вмъкне защитена фигура зад редиците на опонента си, това може да доведе до толкова сериозен проблем, че противникът да е принуден да я размени с някоя от своите по-ценни фигури.
Лари Еванс предлага метод за оценка на пространството, с което играчите разполагат. За целта трябва да се преброят полетата от противниковия лагер, които даденият играч бие или окупира. В дадената диаграма от Защитата Нимцович, черните атакуват четири полета от белия лагер (d4, e4, f4 и g4). Белите бият седем полета от черния лагер (b5, c6, e6, f5, g5 и h6 - като b5 се брои два пъти, защото се контролира от две фигури: пешка и кон) и окупират едно поле - d5. Белите имат предимство от 8 срещу 4 и черният лагер е претрупан с фигури.

### Контрол над центъра
Тази стратегия включва разполагане на фигурите така, че да атакуват централните полета на дъската. Но фигура на централно поле не контролира непременно центъра - напр. кон в центъра не бие нито едно от централните полета. Обратно, фигурата не е нужно да е в центъра, за да го контролира - офицерите могат да го бият отдалеч.      